# Werner Liebenthal
Werner Liebenthal (geboren 20. Januar 1888 in Berlin; gestorben 3. Juni 1970 in Jerusalem) war ein deutscher Rechtsanwalt und deutsch-israelischer Musiker.

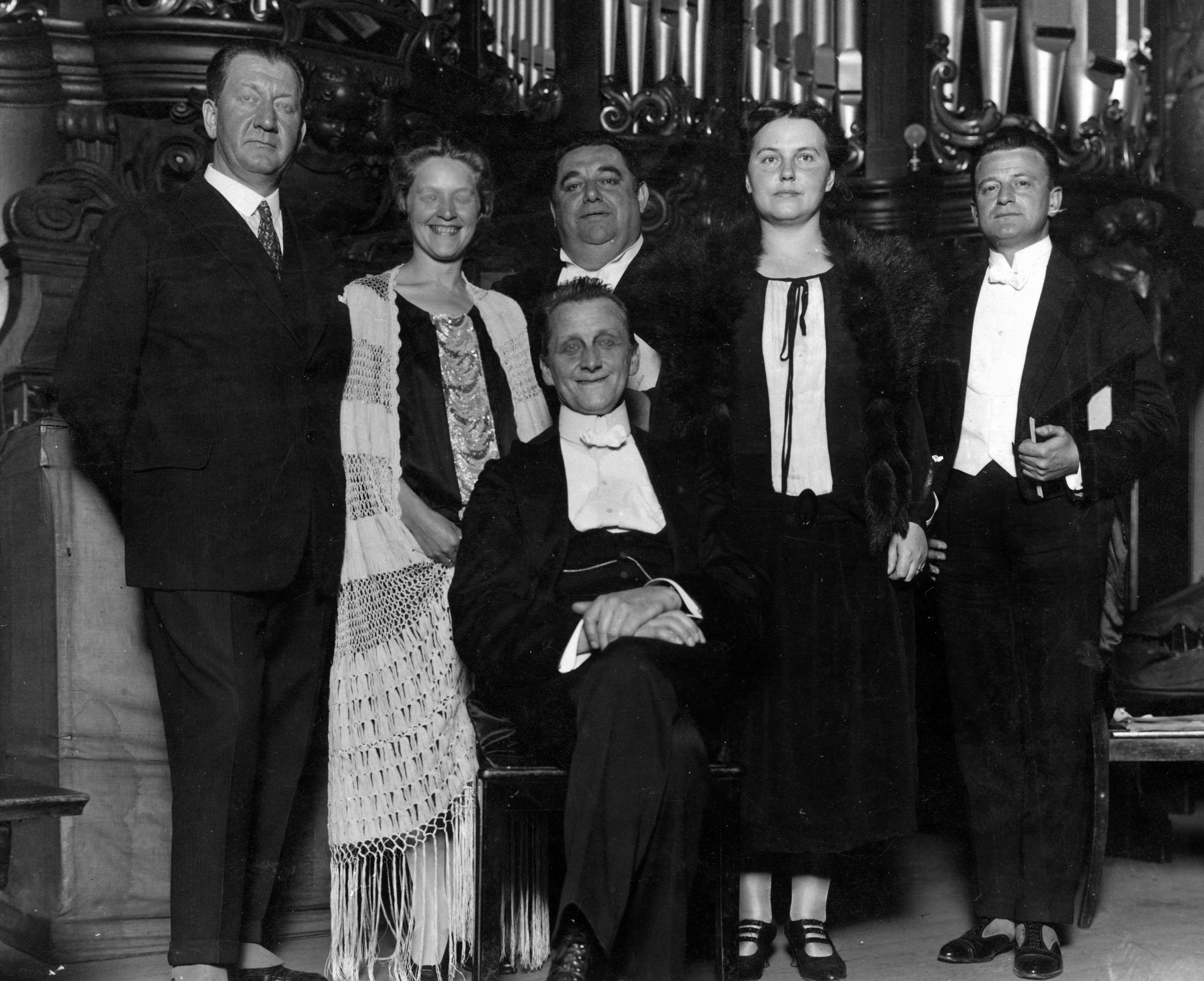
Werner Liebenthal (rechts, 1926)

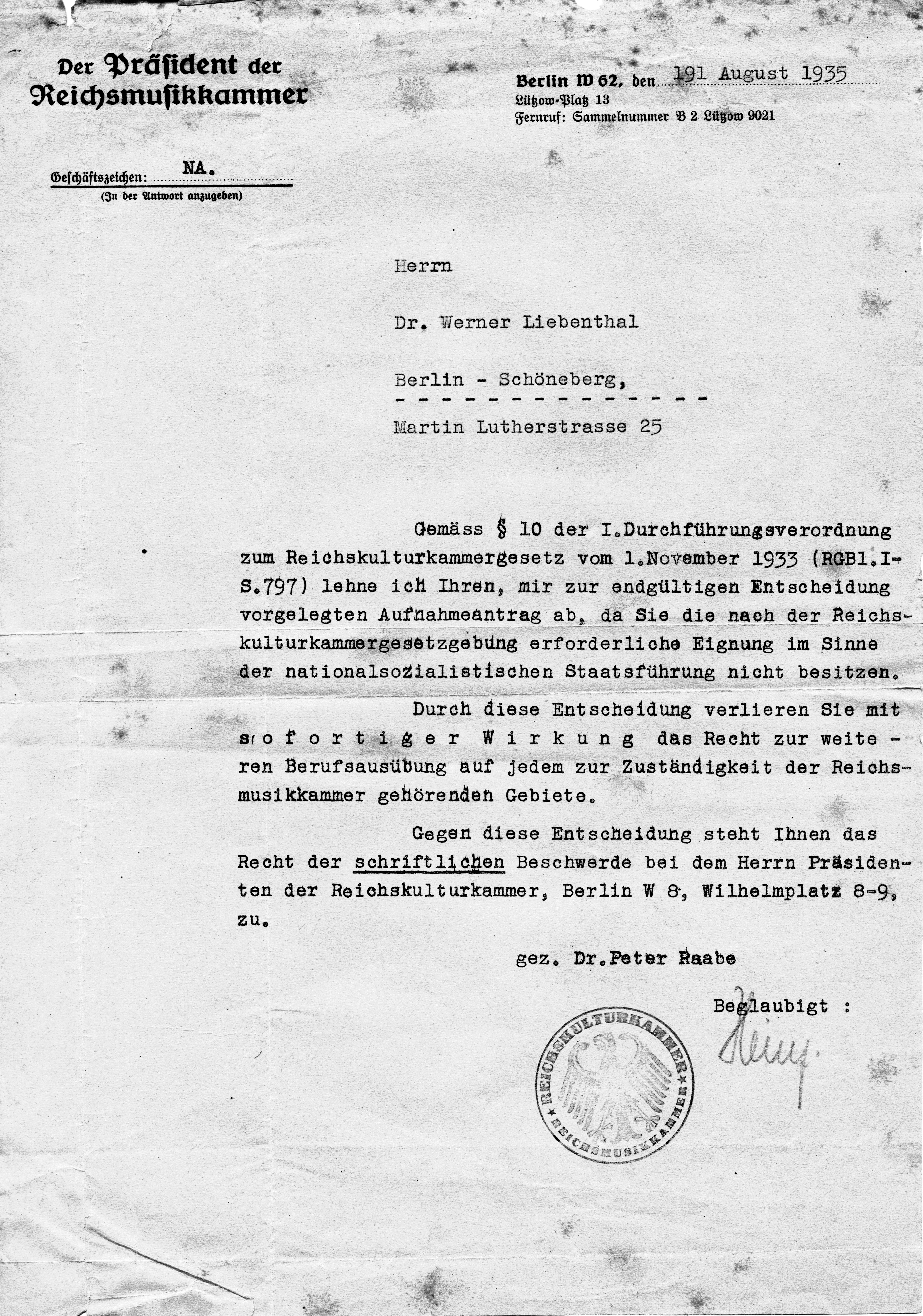
Berufsverbot als Musiker, unterzeichnet von Peter Raabe (1935)

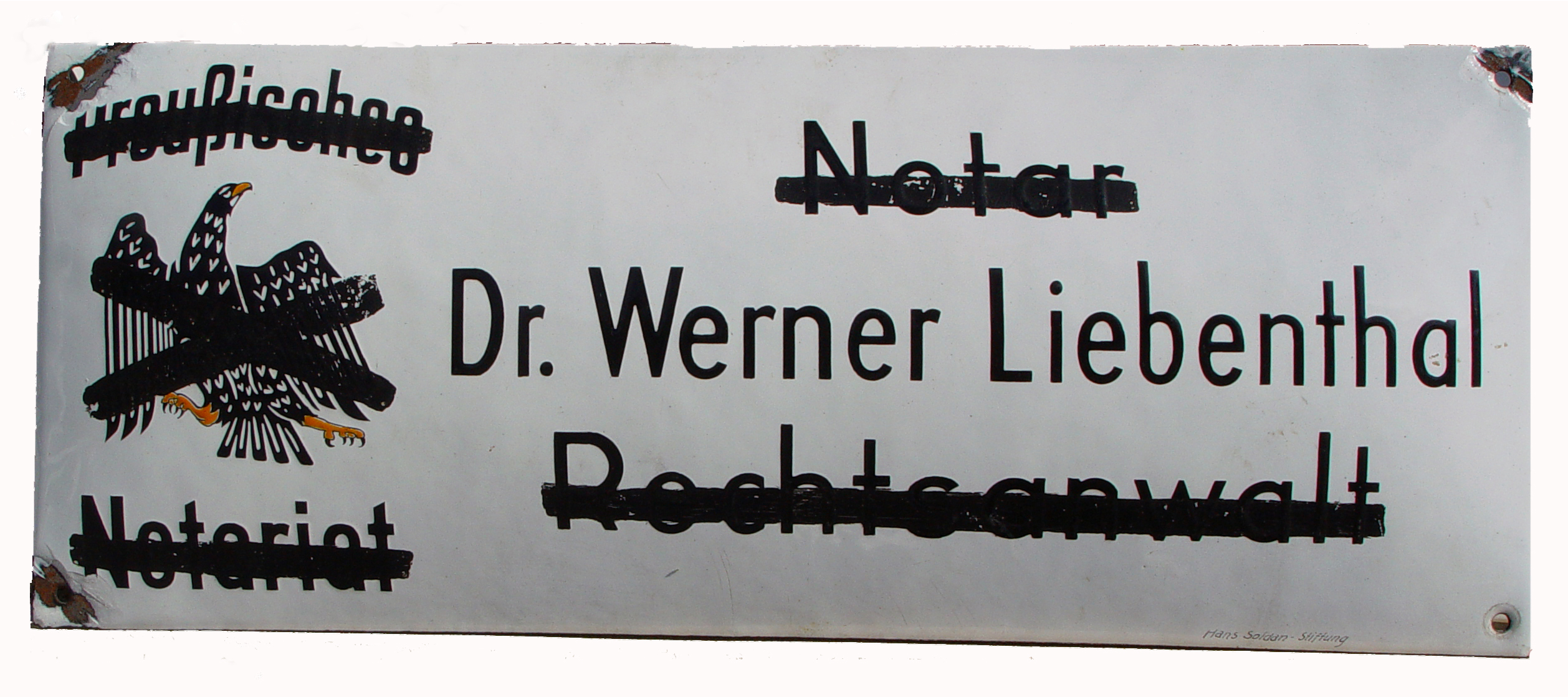
Kanzleischild nach dem Berufsverbot

## Leben
Werner Liebenthal war ein Sohn des Kaufmanns Louis Liebenthal und der Cäcilie Silberstein; seine Schwestern waren die Dichterin Ite Liebenthal, die Opfer des Holocaust wurde, und die Sängerin Erna von Hoesslin, der die Emigration nach Italien gelang. Er machte 1905 die Reifeprüfung am Königlichen Wilhelmsgymnasium. Liebenthal studierte Jura an der Friedrich-Wilhelms-Universität Berlin und wurde 1914 an der Universität Greifswald mit einer Dissertation über das Testament im Römischen Recht promoviert.
Liebenthal war ab 1915 Soldat im Ersten Weltkrieg und wurde 1920 als Rechtsanwalt am Kammergericht zugelassen und ab 1928 am Landgericht Berlin. 1920 heiratete er Ilse Herrmann; sie hatten zwei Kinder. Aufgrund seiner Kriegsteilnahme wurde er 1926 vorzeitig zum Notar bestellt. Liebenthal hatte eine musikalische Ausbildung und war seit 1907 als Klavierbegleiter Mitglied im Bruno Kittelschen Chor. 1925 war er Mitgründer des Reichsverbands der Gemischten Chöre Deutschlands und wurde dessen Justiziar.
Nach der Machtübergabe an die Nationalsozialisten wurde er im April 1933 von der SA misshandelt. Er erhielt aus rassistischen Gründen ein Berufsverbot als Anwalt und als Notar. Auch seine Tätigkeiten im Chorwesen wurden aus rassistischen Gründen beendet. Liebenthal hatte nun keine Einnahmen mehr und musste aus den Rücklagen leben. Er nahm zusätzlichen Musikunterricht im Schlagzeug, konnte aber ab 1935 nach einem weiteren Berufsverbot durch die Reichsmusikkammer nur noch bei Veranstaltungen im Rahmen des Jüdischen Kulturbunds und bei privaten Veranstaltungen als Schlagzeuger oder als Klavierbegleiter auftreten.
Liebenthal emigrierte im Februar 1939 mit seiner Familie via Triest nach Palästina. Er erhielt ein Engagement als Schlagzeuger zunächst beim Palestine Symphony Orchestra in Tel Aviv und später bis 1957 beim Orchester des Palestine Broadcasting Service in Jerusalem. Liebenthal lehrte auch am Palestine Conservatoire.
Seine Tochter Hanna Liebenthal überließ Materialien aus dem Nachlass von Werner und Ilse Liebenthal dem Jüdischen Museum in Berlin, darunter das Firmenschild aus der Martin-Luther-Straße, das Werner Liebenthal einstmals ins Exil mitgenommen hatte.

## Schriften
- Ursprünge und Entwickelung des römischen Testaments in den Grundzügen. Dissertation Greifswald. Berlin: H. S. Hermann, 1914